# Apremont (Ardennes)
Apremont település Franciaországban, Ardennes megyében. Lakosainak száma 120 fő (2022. január 1.). Apremont Chatel-Chéhéry, Exermont, Binarville, Baulny és Montblainville községekkel határos.

## Népesség
A település népességének változása:
| Lakosok száma | 207  | 140  | 109  | 129  | 126  | 120  | 117  | 117  | 118  | 120  |
|               | 1968 | 1982 | 1990 | 2006 | 2013 | 2015 | 2017 | 2019 | 2020 | 2022 |